# Villaggio Coppola
Villaggio Coppola (ook Pinetamare) is een plaats (frazione) in de Italiaanse gemeente Castel Volturno.